# Lambesc
Lambesc is een gemeente in het Franse departement Bouches-du-Rhône (regio Provence-Alpes-Côte d'Azur). De plaats maakt deel uit van het arrondissement Aix-en-Provence. Lambesc telde op 1 januari 2022 9.951 inwoners.

## Geschiedenis
De plaats is van oudsher bekend voor de productie van teer. Tijdens het ancien régime was Lambesc een heerlijkheid. Tussen 1646 en 1786 kwam de Assemblée générale van de Communautés du pays de Provence samen in Lambesc. Als gevolg hiervan werden herenhuizen gebouwd in de stad. Aan het begin van de 20e eeuw kwam er voedselverwerkende nijverheid in de gemeente.
Op vrijdag 11 juni 1909 werd de streek van Lambesc getroffen door een zware aardbeving. In de gemeente vielen veertien doden, waaronder vier kinderen uit een gezin. Ook waren er twaalf zwaargewonden en vijftig gebouwen werden vernield.

## Geografie
De oppervlakte van Lambesc bedroeg op 1 januari 2022 65,34 vierkante kilometer; de bevolkingsdichtheid was toen 152,3 inwoners per km². Ten westen van de plaats loopt het Canal de Marseille.
De onderstaande kaart toont de ligging van Lambesc met de belangrijkste infrastructuur en aangrenzende gemeenten.

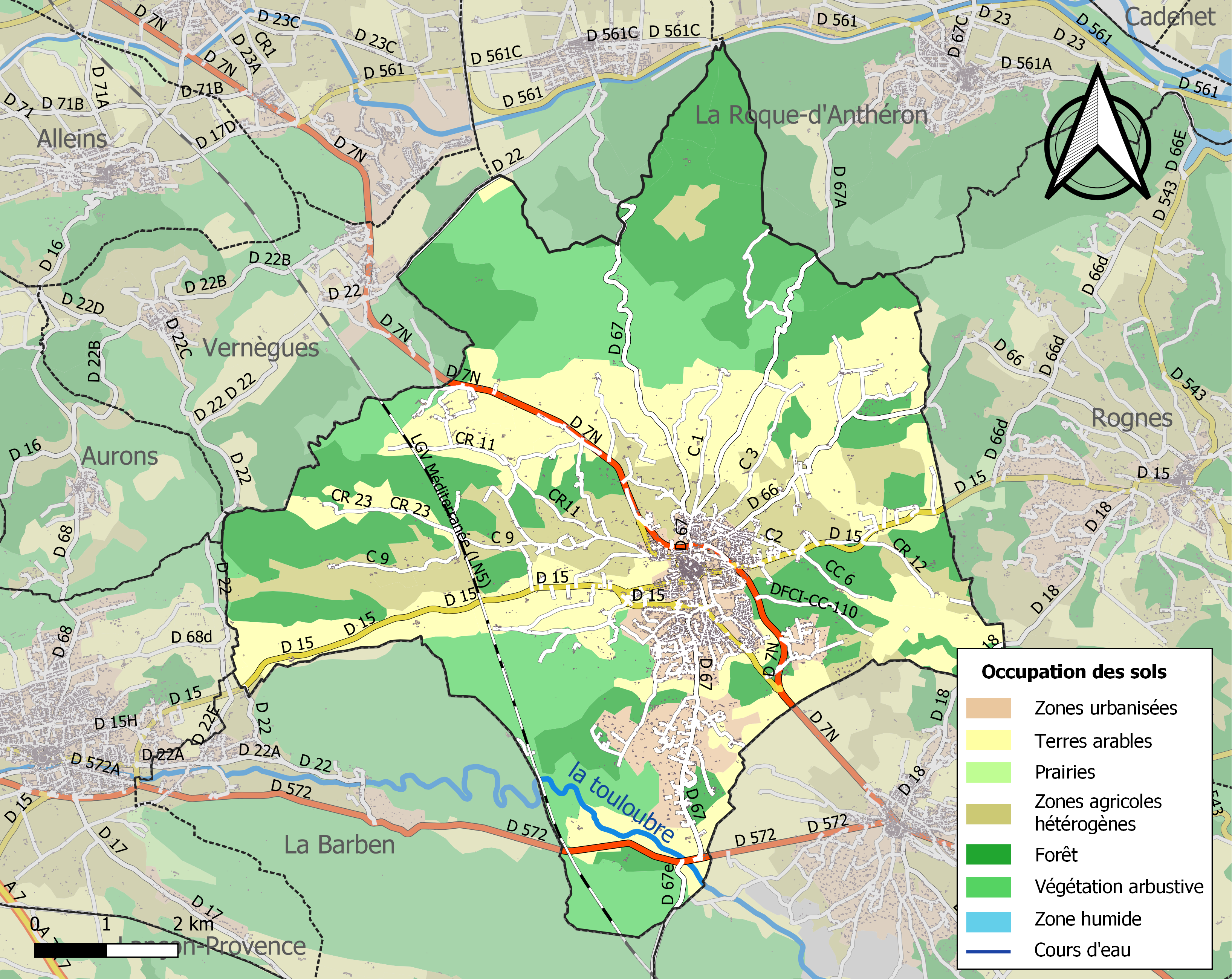

## Demografie
Onderstaande figuur toont het verloop van het inwonertal (bron: INSEE-tellingen).
Vanwege een beveiligingsprobleem met de MediaWiki Graph-software is het momenteel niet mogelijk deze grafiek weer te geven. Zodra de software is bijgewerkt zal de grafiek vanzelf weer zichtbaar worden.

## Erfgoed
De kerk Notre-Dame de l’Assomption werd tussen 1702 en 1867 gebouwd en verving een eerdere kerk uit de 13e eeuw. De kerk bezit een orgel van Joseph Isnard.